# Audiència Reial
|  | Aquest article tracta sobre la institució de la Corona d'Aragó. Si cerqueu la institució de la monarquia hispànica, vegeu «Reial audiència». |

L'audiència reial era una institució de la Corona d'Aragó consistent en el fet que el rei rebia les persones del seu regne que li ho demanaven per a escoltar-ne les súpliques, fossin o no de caràcter judicial, i prendre una decisió al respecte. Aquest acte el duia a terme juntament amb alguns membres de la seva cort.

## Història
Aquest acte reial inicial va ser institucionalitzat formalment l'any 1286 a través de l'ordenament d'Osca promulgat per Alfons el Liberal per tal d'organitzar la seva cort. El 1299 Jaume el Just va establir la celebració de les audiències els divendres de cada setmana. Durant l'edat mitjana era única per tota la Corona d'Aragó i, per tant, com tots els organismes centrals, era itinerant com el rei. Tant la legislació personal del sobirà (dret del rei) com la legislació conjunta del rei amb les Corts (dret del regne, o normativa pactada) eren normes reguladores d'aquesta institució.
Amb el temps va haver de tecnificar-se amb la presència de juristes professionals, fins al punt va esdevenir un òrgan judicial en què el rei no intervenia personalment. Durant les reformes endegades per Pere el Cerimoniós la funció judicial s'organitzà institucionalment com una secció del Consell Reial i estretament lligada a la Cancelleria Reial, de manera que el 1365 l'Audiència Reial esdevingué ja el tribunal de justícia del rei a tots els estats de la Corona d'Aragó.
Més endavant Ferran II va reformar tota l'administració de justícia i, al tombant del segle xv al XVI, establí successivament audiències separades per a cada un dels regnes, servada però la unitat ideal de la institució.
Cal afegir que, a banda del rei, el governador general també tenia la seva pròpia audiència.

### Competències
L'Audiència Reial tenia competència tant per governar com per ajusticiar. En matèria judicial tractava totes les causes que es volien apel·lar al rei. Per tant, actuava com a tribunal d'apel·lació per a les causes de sentències dictades pels jutges reials, el Justícia d'Aragó (només en alguns casos), i les autoritats territorials. També podia tractar qualsevol causa dels tribunals inferiors.
Cal destacar que actuava com a tribunal de primera instància i únic per a certs casos en què els implicats eren membres de la noblesa. A més a més admetia recursos de suplicació de les seves pròpies sentències.

### Composició
L'Audiència la formava un president, els oïdors, els escrivans i altres oficials secundaris (porters, missatgers...). Teòricament el rei n'era el president titular, però amb el temps l'administració reial va esdevenir cada cop més complexa i el rei no pogué complir personalment aquesta funció, que fou assumida cada cop més pels alts oficials de la seva cort.
Amb la nova regulació del 1365 va passar a estar formada pel canceller com a president, tres vicecancellers (un de cada estat de la Corona) i quatre vocals (doctors o juristes) per cada cada estat) més dos de Mallorca. D'aquesta manera quedava configurada teòricament com un tribunal únic, però en realitat actuava de manera desdoblada en diferents tribunals: un per a cada regne de la Corona.